# KCBS-TV
 (janvier 2022).
Si vous disposez d'ouvrages ou d'articles de référence ou si vous connaissez des sites web de qualité traitant du thème abordé ici, merci de compléter l'article en donnant les références utiles à sa vérifiabilité et en les liant à la section « Notes et références ».
KCBS-TV est une station de télévision américaine située à Los Angeles, Californie appartenant à CBS Corporation et faisant partie du réseau CBS.

## Histoire
Après des phases expérimentales depuis 1931, la chaîne a été officiellement lancée en 1948 sous les lettres d'appel KTSL, pour « Thomas S. Lee », le fils du propriétaire, Don Lee Broadcasting (en), et s'affilie au réseau DuMont. Après le décès de Thomas en 1950, General Tire fait l'acquisition des stations de Don Lee, mais revend la station à CBS qui, à l'époque, était copropriétaire de KTTV avec le Los Angeles Times. L'affiliation du réseau CBS passe de KTTV à KTSL le 1er janvier 1951. Les lettres d'appel changent pour KNXT en octobre 1951 pour coïncider avec la station de radio CBS de Los Angeles, KNX (AM) (en). Les lettres d'appel changent pour KCBS le 2 avril 1984.

## Télévision numérique terrestre
| Canal virtuel | Image | Ratio | Programmation                             |
| ------------- | ----- | ----- | ----------------------------------------- |
| 2.1           | 1080i | 16:9  | Programmation principale de KCBS / CBS HD |
| 2.2           | 480i  | 16:9  | Start TV (en)                             |
| 2.3           | 480i  | 16:9  | Dabl (en)                                 |